# Neuenkirchen (Stadei járás)
Neuenkirchen település Németországban, azon belül Alsó-Szászország tartományban. Lakosainak száma 892 fő (2023. december 31.). Neuenkirchen Buxtehude és Jork községekkel határos.

## Népesség
A település népességének változása:
| Lakosok száma | 839  | 816  | 799  | 797  | 849  | 876  | 892  |
|               | 2014 | 2016 | 2017 | 2019 | 2021 | 2022 | 2023 |